# Sandy Nelson
Sandy Nelson narozen jako Sander L. Nelson (1. prosince 1938 v Santa Monica, Kalifornie, USA – 14. února 2022) byl americký bubeník. Jde o jednoho z nejznámějších bubeníků začátku 60. let, měl několik instrumentálních hitů , které se umístily v Top 40 (Top 40 hits), bubnoval na mnoha dalších známých hitech a vydal přes 30 alb.

## Kariéra
Jeho první nahrávka se skupinou The Renegades (Richard Podolor, Bruce Johnston a Nick Venet), se jmenovala "Geronimo", napsaná Venetem, produkována Kimem Fowleym a vydáno společností Original Sound Records. I když se nevyhoupla do národních žebříčků, byla dobře prodávána ve Středo - západě USA. Skladba, spolelčně s "Charge", je součástí soundtracku filmu z roku 1959 Ghost of Dragstrip Hollow, vydaný firmou American International Pictures.
Navštěvoval střední školu s lidmi jako Jan Berry, Dean Torrence (ze kterých se stali Jan and Dean), a Kim Fowley. Po získání obdivu jako session bubeník, hrál v takových skladbách jako "To Know Him Is to Love Him" (Phil Spector's Teddy Bears, 1958), "Alley-Oop" (The Hollywood Argyles, 1960), a "A Thousand Stars" (Kathy Young and the Innocents, 1960).
Jeho skladba "Teen Beat", vydaná vydavatelstvím Original Sound Records, se umístila na 4. místě v Billboard Hot 100 chart v roce 1959. Prodalo se ji přes jeden milion kopií a byl oceněna jako zlatý disk. Následně podepsal smlouvu s vydavatelstvím Imperial record label a vybubnoval dva další hity do Top 40 hits, "Let There Be Drums", který byl na sedmém místě v Billboard Hot 100 a "Drums Are My Beat". V prosince 1961, britský hudební magazín NME, oznámil že "Let There Be Drums" opustil Top 10 v Spojeném království a Spojených státech. Všechny tři byli instrumentální (úspěch, který se zřídka kdy opakuje). V těchto hitech hrál na kytaru spolu-autor Richie Podolor (aka Richie Allen), později autor písní a hudební producent.
Na konci roku 1963, měl Nelson motocyklovou nehodu. Úrazy si vyžádaly amputaci jeho pravého chodila a část nohy. Nicméně, Nelson pokračoval v nahrávání do začátku 70. let, vydávající dvě nebo tři alba za rok, obsahující coververze populárních hitů a několik originálních skladeb.
Nelson žije v Boulder City v Nevadě a pokračuje v experimentech s hudbou na klávesách a piánu.
V září 2005 společně několika přáteli nahrál pod názvem Sandy Nelson and the Sin City Termites novou nahrávku originálních skladeb, Nelsonized, vydanou nezávislým vydavatelstvím Spinout. Ostatní členové skupiny byli: Eddie Angel (kytarista Straitjackets), Remi Gits a Billy Favata z Torturing Elvis.

## Diskografie
(s Billboard (BB) a Cashbox (CB) vrcholovými pozicemi v žebříčku)

### Singly
- "Teen Beat" (BB #4, CB #4) / Big Jump—Original Sound 5 (1959)
- "Drum Party" / "Big Noise From Winnetka" — Imperial 5630 (1960)
- Party Time" / "The Wiggle" — Imperial 5648 (1960)
- "Bouncy" / "Lost Dreams" — Imperial 5672 (1961)
- "Cool Operator" / "Jive Talk" — Imperial 5708 (1961)
- "Big Noise From The Jungle" / "Get With It" — Imperial 5745 (1961)
- "Let There Be Drums" (BB #7, CB #9) / "Quite A Beat" — Imperial 5775 (1961)
- "Drums Are My Beat" (BB #29, CB #57) / "The Birth Of The Beat" (BB #75) - Imperial 5809 (1962)
- "Drummin' Up A Storm" (BB #67) / "Drum Stomp" (BB #86, CB #100) - Imperial 5829 (1962)
- "All Night Long" (BB #75) / "Rompin' & Stompin'" - Imperial 5860 (1962)
- "...And Then There Were Drums" (BB #65, CB #95) / "Live It Up" (BB #101) - Imperial 5870 (1962)
- "Teenage House Party" / "Day Train" — Imperial 5884 (1962)
- "Let The Four Winds Blow" (BB #107) / "Be Bop Baby" — Imperial 5904 (1962)
- "Ooh Poo Pah Doo" / "Feel So Good" — Imperial 5932 (1963)
- "You Name It" / "Alexes" — Imperial 5940 (1963)
- "Here We Go Again" / "Just Bull" — Imperial 5965 (1963)
- "Caravan" / "Sandy" — Imperial 5988 (1964)
- "Drum Shack" / "Kitty's Theme" — Imperial 66019 (1964)
- "Castle Rock" / "You Don't Say" — Imperial 66034 (1964)
- "Teen Beat" '65 (BB #44, CB #37) / "Kitty's Theme" — Imperial 66060 (1964)
- "Reach For A Star" (BB #133) / "Chop Chop" — Imperial 66093 (1965)
- "Let There Be Drums '66" (BB #120) / "Land Of 1000 Dances" — Imperial 66107 (1965)
- "Drums A Go Go" (BB #124) / "Casbah" — Imperial 66127 (1965)
- "A Lover's Concerto" / "Treat Her Right" — Imperial 66146 (1965)
- "Sock It To 'Em, J.B." / "The Charge" — Imperial 66193 (1966)
- "Pipeline" / "Let's Go Trippin'" - Imperial 66209 (1966)
- "The Drums Go On" / "Lawdy Miss Clawdy" — Imperial 66246 (1966)
- "Peter Gunn" / "You Got The Hummin'" - Imperial 66253 (1966)
- "Rebirth Of The Beat" / "The Lion In Winter" — Imperial 66350 (1969)
- "Manhattan Spiritual" (BB #119) / "The Stripper" — Imperial 66375 (1969)
- "Let There Be Drums And Brass" / "Leap Frog" — Imperial 66402 (1969)
- "Sapporo '72" / (B-side unknown) - United Artists 50830 (1972, unreleased)
- "Dance With The Devil" / "Sunshine Of My Life" — United Artists 383 (1974)
- "Drum Tunnel" / "Boogie #5" — Veebletronics 1 (1984)
- "Hunk Of Drums" / "Witch Hunt" — Veebletronics 2 (1984)
- "A Drum Is A Woman" / "Boogie #5" — Veebletronics 3 (1984)

### Alba
- Sandy Nelson Plays Teen Beat — Imperial 9105 (Mono)/12044 (Stereo) (1960)
- He's A Drummer Boy — Imperial 9136/12089 (1961)
- Let There Be Drums (BB #6) - Imperial 9159 (CB #7)/12080 (CB #17) (1962)
- Drums Are My Beat (BB #29) - Imperial 9168 (CB #24)/12083 (CB #31) (1962)
- Drummin' Up A Storm (BB #55) - Imperial 9187 (CB #82)/12189 (1962)
- Golden Hits (BB #106) - Imperial 9202/12202 (1962)
- Country Style— Imperial 9203/12203 (1962)

Reissued in 1966 as On The Wild Side
- Compelling Percussion — Imperial 9204/12204 (1962)

Reissued in 1966 as ...And Then There Were Drums
- Teenage House Party — Imperial 9215/12215 (1963)
- The Best Of The Beats — Imperial 9224/12224 (1963)
- Beat That Drum — Imperial 9237/12237 (1963)
- Sandy Nelson Plays — Imperial 9249/12249 (1963)
- Be True To Your School — Imperial 9258/12258 (1964)
- Live! In Las Vegas (BB #122) - Imperial 9272 (CB #58)/12272 (1964)
- Teen Beat '65 (BB #135) - Imperial 9278/12278 (1965)
- Drum Discothèque (BB #120) - Imperial 9283/12283 (1965)
- Drums A Go-Go (BB #118, CB #82) - Imperial 9287/12287 (1965)
- Boss Beat (BB #126) - Imperial 9298/12298 (1966)
- "In" Beat (BB #148) - Imperial 9305/12305 (1966)
- Super Drums — Imperial 9314/12314 (1966)
- Beat That #!!@* Drum (CB #94) - Imperial 9329/12329 (1966)
- Cheetah Beat — Imperial 9340/12340 (1967)
- The Beat Goes On — Imperial 9345/12345 (1967)
- Soul Drums — Imperial 9362/12362 (1967)
- Boogaloo Beat — Imperial 12367 (1968)
- Rock And Roll Revival — Imperial 12400 (1968)
- Rebirth Of The Beat — Imperial 12424 (1969)
- Manhattan Spiritual — Imperial 12439 (1969)
- Groovy — Imperial 12451 (1970)

### Budgetové kompilace
- Walking Beat — Sunset SUM-1114 (Mono)/SUS-5114 (Stereo) (1966)
- Teen Drums — Sunset SUM-1166/SUS-5166 (1967)
- And There Were Drums (Drums And More Drums) - Sunset SUS-5224 (1968)
- Heavy Drums — Sunset SUS-5261 (1969)
- Sandy Nelson Plays Fats Domino Hits — Sunset SUS-5291 (1970)